# ルイーゼ・カロリーネ・フォン・ヘッセン＝カッセル
ルイーゼ・カロリーネ・フォン・ヘッセン＝カッセル（Luise Karoline von Hessen-Kassel, 1789年9月28日 - 1867年3月13日）は、シュレースヴィヒ＝ホルシュタイン＝ゾンダーブルク＝グリュックスブルク公フリードリヒ・ヴィルヘルムの妃で、デンマーク王クリスチャン9世の母親。

## 生涯
シュレースヴィヒ＝ホルシュタイン総督を務めるヘッセン＝カッセル方伯カールと、デンマーク王フレゼリク5世の娘ルイーセの間の末娘として、シュレースヴィヒ公国のゴットーフ城で生まれた。
長姉のマリーは従兄のデンマーク王フレゼリク6世の妃となった。
1810年1月26日、デンマーク王家の傍系であるグリュックスブルク公（当時はベック公）フリードリヒ・ヴィルヘルムと結婚し、間に10人の子女をもうけた。

## 子女
- ルイーゼ・マリー（1810年 - 1869年） - 1837年にフリードリヒ・フォン・ラスペルク伯爵と結婚、1846年にアルフレート・フォン・ホーエンタール伯爵と再婚
- フリーデリケ（1811年 - 1902年） - 1834年、アンハルト＝ベルンブルク公アレクサンダー・カールと結婚
- カール（1813年 - 1873年）
- フリードリヒ（1814年 - 1885年）
- ヴィルヘルム（1816年 - 1893年）
- クリスチャン9世（1818年 - 1906年） - デンマーク王
- ルイーゼ（1820年 - 1894年） - イッツェホー女子修道院長
- ユリウス（1824年 - 1903年）
- ヨハン（1825年 - 1911年）
- ニコラウス（1828年 - 1849年）